# 施普雷河畔诺伊豪森
施普雷河畔诺伊豪森（德語：Neuhausen/Spree），简称诺伊豪森（德語：Neuhausen，發音：[nɔʏˈhaʊzn̩] ⓘ，發音：[ˈkɔpanʲtsɛ]），是德国勃兰登堡州施普雷-尼斯县的市镇，面积134.22平方千米，2023年12月31日人口为4,924人。